# Pirapat Watthanasetsiri
Pirapat Watthanasetsiri (พิรพัฒน์ วัฒนเศรษสิริ), noto anche con lo pseudonimo di Earth (เอิร์ท) (Thailandia, 23 febbraio 1994), è un attore televisivo thailandese.

## Biografia
Compare brevemente nel 2016 nel film TV Little Big Dream - Khwam fan an sungsut, mentre il primo ruolo da protagonista lo ha interpretando Waii l'anno successivo in Water Boyy: The Series, al fianco di Thitipoom Techaapaikhun (New). Sempre nel 2017 è il protagonista della seconda stagione della serie per ragazzi Miraigar T1.
Nel 2018 fa parte dei cast di Kiss Me Again - Chup hai dai tha nai nae ching, interpretando So, e Bangoen rak - Love by Chance, nel ruolo di Type, oltre a co-condurre due puntate del programma televisivo Rod rong rian, edizione "School Rangers".
Attualmente è uno studente al terzo anno dell'Università Srinakharinwirot, specializzazione in recitazione e regia nella Facoltà di Belle Arti.

## Filmografia

### Televisione
- Little Big Dream - Khwam fan an sungsut - film TV (2016)
- Water Boyy: The Series - serie TV, 14 episodi (2017)
- Miraigar T1 - serie TV, 13 episodi (2017-2018)
- Kiss Me Again - Chup hai dai tha nai nae ching - serie TV, 13 episodi (2018)
- Bangoen rak - Love by Chance - serie TV (2018)
- Theory of love - serie TV (2019)
- A Tale of Thousand Stars - serie TV (2021)
- Cupid's last wish  - serie TV (2022)
- Moonlight Chicken  - serie TV (2023)
- Ossan's Love Thailand - serie TV (2025)

## Programmi televisivi
- Rod rong rian (GMM 25, 2018)